# Фракційна кристалізація

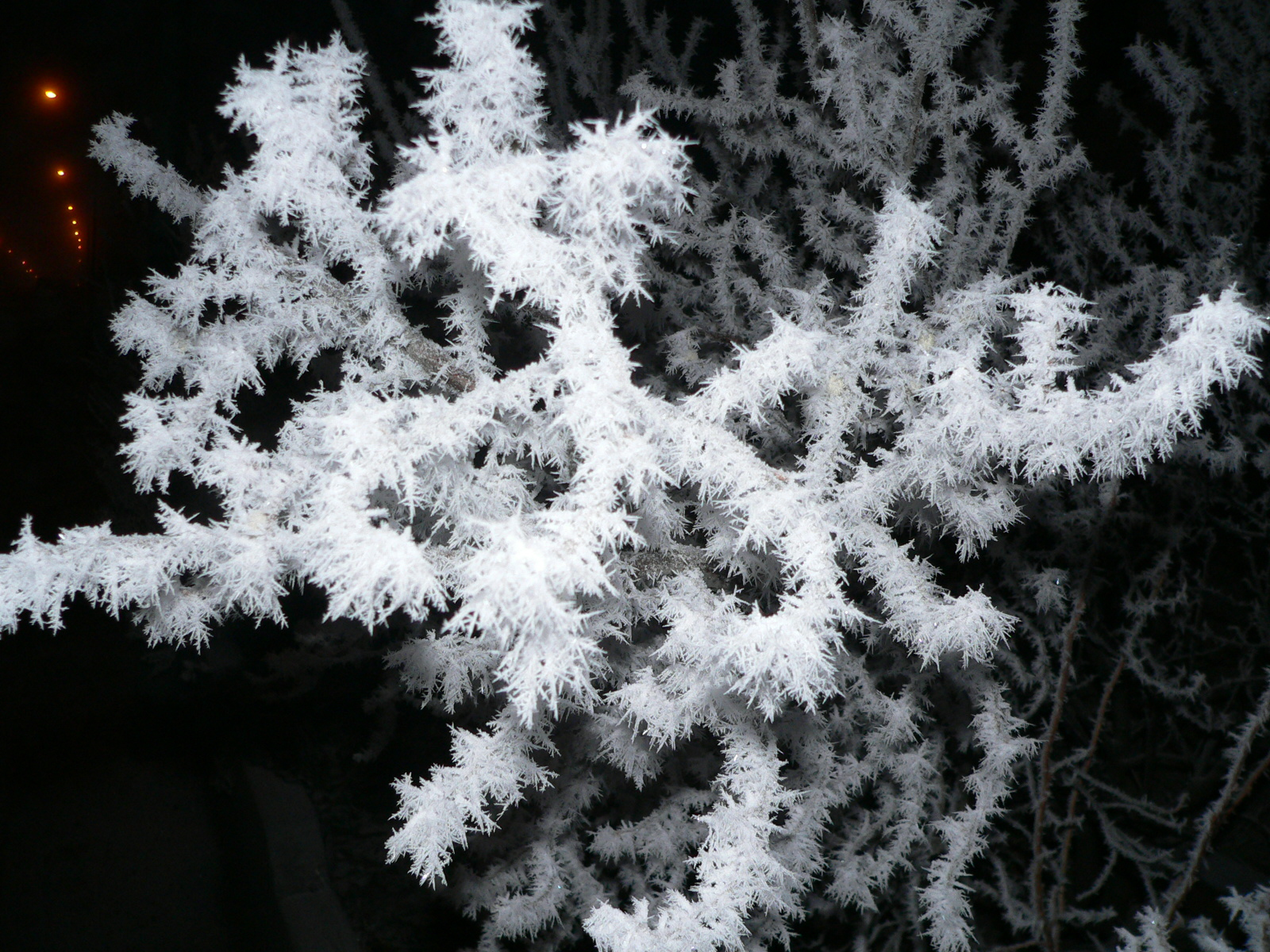
Кристалізація

Фракційна кристалізація (англ. fractional crystallization) — спосіб розділення і очищення речовин шляхом переведення їх в тверду фазу при кристалізації з розчину або розплаву.
Речовини розділяють за допомогою відмінностей в кристалізації (формування кристалів). Якщо суміш з двох або більше речовин в розчині залишають кристалізуватися, наприклад, змінюючи температуру розчину для зменшення або збільшення, осад буде містити більше найменш розчинної речовини. Частка компонентів в осаді буде залежати від їх розчинності продуктів.
Цей метод часто використовується в галузі хімічної інженерії для отримання дуже чистих речовин або для відновлення товарної продукції з розчинів відходів. Також фракційну кристалізацію застосовують для розділення речовин з близькими хімічними властивостями, наприклад сполук ніобію і танталу, радію і барію, цирконію і гафнію.
Фракційна кристалізація полягає в розчиненні вихідної суміші речовин і розгону їх на фракції. Менш розчинна речовина кристалізується, а більш розчинна залишається в маточному розчині. Фракційну кристалізацію застосовують для поділу комплексних солей Zr та Hf. Метод дозволяє концентрувати Hf у маточному розчині. При вмісті в K2ZrF6 2,5 мас. % Hf (відносно Zr) за 16 – 18 послідовних перекристалізацій можна отримати сіль Zr, що містить < 0,001 % Hf.